# Општина Житорађа
Општина Житорађа је општина у Топличком округу на југу Србије. По подацима из 2004. општина заузима површину од 214 km² (од чега на пољопривредну површину отпада 17881 ha, а на шумску 2.592 ha). Крсна слава општине је Петровдан.
Центар општине је насеље Житорађа. Општина Житорађа се састоји од 30 насеља. По процени из 2004. године у општини је живело 17.887 становника, а просечна старост је 41,72 године. По подацима из 2004. природни прираштај је износио -7,5‰, док је у општини била запослена 1341 особа. У општини се налази 20 основних школа и једна средња. Према подацима са последњег пописа 2022. године у општини је живело 13.782 становника (према попису из 2011. било је 16.368 становника).

## Становништво
|  |

| Демографија | Демографија | Демографија |
| Година      | Становника  | Становника  |
| ----------- | ----------- | ----------- |
| 1948.       | 21.250      |             |
| 1953.       | 22.427      |             |
| 1961.       | 22.071      |             |
| 1971.       | 21.224      |             |
| 1981.       | 20.710      |             |
| 1991.       | 19.545      | 19.223      |
| 2002.       | 18.207      | 18.803      |
| 2011.       | 16.272      |             |

| Етнички састав према попису из 2011.‍ | Етнички састав према попису из 2011.‍ | Етнички састав према попису из 2011.‍ | Етнички састав према попису из 2011.‍ | Етнички састав према попису из 2011.‍ |
| ------------------------------------ | ------------------------------------ | ------------------------------------ | ------------------------------------ | ------------------------------------ |
|                                      |                                      |                                      |                                      |                                      |
| Срби                                 | Срби                                 |                                      | 14.735                               | 90,02%                               |
| Роми                                 | Роми                                 |                                      | 1.366                                | 8,35%                                |
| остали                               | остали                               |                                      | 272                                  | 1,63%                                |